# Lăcomie

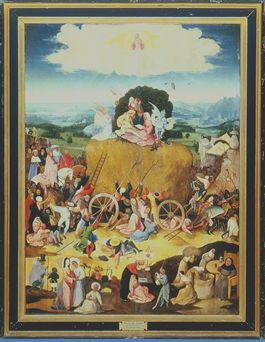
Pictură de Hieronymus Bosch:
(Carul cu fân), ca. 1500

Lăcomia, aviditate, cupiditate, dorință necumpătată de câștig, de avere, tendința de acaparare, insațiabilitate, voracitate, pleonexie, poftă pe care o are cineva de a mânca sau de a bea mult.